# Songül Öden
Songül Öden (Diyarbakır, 17 febbraio 1979) è un'attrice turca.

## Biografia
Nata a Diyarbakır all'interno di una famiglia di etnia zaza, durante la propria adolescenza scopre la passione per il teatro. Si laurea quindi presso il Dipartimento di teatro dell'Università di Ankara.
Compie il suo esordio da attrice nel 1999 recitando nella serie Ferhunde Hanımlar. Ottiene poi piccole parti in altri progetti televisivi quali Vasiyet e Havada Bulut. Raggiunge il successo nel 2005 con la sua interpretazione di Gümüş Şadoğlu nella fiction Gümüş, dove affianca Kıvanç Tatlıtuğ. La serie, in onda su Kanal D per due anni, ottiene grande successo anche all'estero, soprattutto in Arabia Saudita e nell'area balcanica.
Nel 2007 esordisce al cinema con il cortometraggio Sınır, a cui segue la serie Vazgeç Gönlüm. Successivamente è protagonista nel film Acı Aşk di A. Taner Elhan, dove recita a fianco di Halit Ergenç, Cansu Dere ed Ezgi Asaroğlu. Dopo aver partecipato alla serie Mükemmel Çift e al lungometraggio 72. Koğuş, si cimenta in altri generi prendendo parte alla commedia drammatica Umutsuz Ev Kadınları, basata sulla serie statunitense Desperate Housewives.

### Vita privata
Tra il 2002 e il 2011 è stata sposata con l'attore Canberk Uçucu.

## Filmografia

### Cinema
- Sınır - cortometraggio (2007)
- Acı Aşk, regia di A. Taner Elhan (2009)
- 72. Koğuş, regia di Murat Saraçoğlu (2011)

### Televisione
- Ferhunde Hanımlar – serie TV (1999)
- Vasiyet – serie TV (2001)
- Havada Bulut – serie TV (2002)
- Gümüş – serie TV (2005)
- Vazgeç Gönlüm – serie TV (2008)
- Mükemmel Çift – serie TV (2010)
- Umutsuz Ev Kadınları – serie TV (2011)
- Serçe Sarayı – serie TV (2015)
- Ekşi Elmalar – serie TV (2016)
- Kayıtdışı – serie TV (2017)
- Fi – serie TV (2017)
- Bir Aile Hikayesi – serie TV (2019)